# Selbständigkeit (beruflich)
Beruflich selbständig ist, wer keinem Direktionsrecht unterliegt, in keine fremde Arbeitsorganisation eingegliedert ist und seine Arbeitszeit frei bestimmen kann.

## Allgemeines
Selbständig erwerbstätige Personen werden als Selbständige, in Österreich auch selbständig Erwerbstätige, schweizerisch selbständig Erwerbende oder Selbständigerwerbende bezeichnet.
Die allgemeine Rechtsgrundlage für die berufliche Selbständigkeit ist der Grundsatz der Gewerbefreiheit, wonach jedermann jedes Gewerbe ausüben darf (§ 1 Abs. 1 GewO). Wo jedoch mit der Gewerbeausübung Risiken für den Verbraucher verbunden sind, schränkt der Staat dieses Recht ein und macht die Ausübung von seiner Erlaubnis abhängig (Gefahrenabwehr).
Die Abgrenzung zum Arbeitnehmer bzw. zum Beschäftigten hat seit jeher den Gesetzgeber, die Fachliteratur und die Rechtsprechung befasst. Eine Abgrenzung ist erforderlich, weil die Einordnung einer Person als Arbeitnehmer oder Selbständiger weitreichende Rechtsfolgen hat. Das beginnt bereits mit der Rechtsfrage, ob jemand den Weisungen eines anderen unterliegt oder nicht (Arbeitsrecht), ob er Einkünfte aus nichtselbständiger Arbeit oder Einkünfte aus selbständiger Arbeit erzielt (Steuerrecht) und ob er der gesetzlichen Sozialversicherung unterliegt.

## Schreibweise
Im 20. Jahrhundert verzeichneten Duden und andere Wörterbücher wie Wahrig und Mackensen ausschließlich die Formen selbständig, Selbständigkeit usw. (gesprochen [zɛlpʃtɛndɪç]), weshalb weithin angenommen wurde, selbstständig, Selbstständigkeit usw. (gesprochen [zɛlpstʃtɛndɪç]) seien falsch geschrieben (und falsch gesprochen). Das ältere Grimmsche Wörterbuch dagegen hatte noch ausdrücklich für die Formen mit doppeltem st plädiert und bei Adelung findet sich 1811 nur selbstständig. Seit der Rechtschreibreform von 1996 gelten ausdrücklich beide Formen als korrekt, wobei Duden, Wahrig und die deutschsprachigen Nachrichtenagenturen selbstständig usw. empfehlen, während die reformkritische Schweizer Orthographische Konferenz selbständig usw. bevorzugt. In Gesetzestexten und in den Medien sind beide Schreibweisen zu finden.

## Rechtsfragen
Die einzelnen Rechtsgebiete betrachten die Selbständigkeit wegen des unterschiedlichen Gesetzeszwecks in leicht modifizierter Form.

### Arbeitsrecht
Selbständig im Sinne des Arbeitsrechts ist, wer persönlich unabhängig ist; die wirtschaftliche Abhängigkeit einer Person von einem anderen Rechtssubjekt ist kein Kriterium für eine unselbständige Erwerbsarbeit. Unterliegt also der Beschäftigte hinsichtlich Arbeitszeit, Dauer und Arbeitsort der Ausführung der versprochenen Dienste einem umfassenden Weisungsrecht, liegt ein Arbeitsverhältnis vor. Kann er im Wesentlichen die Arbeitsbedingungen frei gestalten, ist er ein freier Mitarbeiter. Die persönliche Abhängigkeit eines Mitarbeiters kann darin bestehen, dass er Arbeitsanweisungen hinsichtlich Zeit, Ort und Inhalt der geschuldeten Dienstleistungen beachten muss. Selbständigkeit bedeutet, im Wesentlichen frei seine Tätigkeit gestalten und seine Arbeitszeit bestimmen zu können (§ 84 Abs. 1 Satz 2 HGB). Räumt die Vertragspartei dem Dienstnehmer das Recht ein, Dritte in die Leistungserbringung einzubinden, ist dies ein Indiz für eine selbständige Tätigkeit. Verständigen sich die Vertragspartner darauf, dass der Dienstnehmer während der Laufzeit des Vertrags andere berufliche und gewerbliche Aktivitäten zu entfalten berechtigt ist, ist dies ein Hinweis auf eine selbständige Tätigkeit. Jedoch ist nach neuerer Rechtsprechung in der Arbeit von Zuhause (im „Home Office“) kein Indiz für eine selbständige Tätigkeit zu sehen.
Selbständigkeit setzt auch voraus, dass es sich weder um „arbeitnehmerähnliche Personen“ (etwa § 92a HGB; „Einfirmen-Handelsvertreter“) oder des § 12a TVG (Freiberufler für Rundfunk- und Fernsehanstalten, die wirtschaftlich abhängig und vergleichbar einem Arbeitnehmer sozial schutzbedürftig sind) noch um Heimarbeiter oder Hausgewerbetreibende (§ 2 HAG) handelt.
Die Arbeitslosenversicherung auf Antrag bietet Gründerinnen und Gründern die Möglichkeit, sich gegen einen Verdienstausfall zu schützen. Allerdings nutzten nur sehr wenige Selbstständige das Angebot, ergibt eine Studie des Instituts für Arbeitsmarkt- und Berufsforschung (IAB) aus dem Jahr 2022. Seit den 90er Jahren wären weniger als 4.000 Versicherungen pro Jahr abgeschlossen worden. Dem stünden mehr als 200.000 Vollzeit-Gründungen jährlich entgegen.

### Sozialversicherungsrecht
Die Definition der Selbständigkeit wird aus § 7 Abs. 1 SGB IV hergeleitet. Dieser enthält Begriffsbestimmungen, die eine Abgrenzung der selbständigen Tätigkeit zur abhängigen Beschäftigung ermöglichen. § 5 Abs. 5 SGB V geht davon aus, dass Personen, die im Zusammenhang mit ihrer selbständigen Erwerbstätigkeit regelmäßig mindestens einen Arbeitnehmer mehr als geringfügig beschäftigen, hauptberuflich selbständig erwerbstätig sind. § 2 SGB VI erklärt selbständig Tätige für rentenversicherungspflichtig.
Nach der Rechtsprechung des Bundessozialgerichts (BSG) besteht ein Unternehmerrisiko, wenn der Erfolg eines eigenen wirtschaftlichen Einsatzes ungewiss ist. Es bedeutet regelmäßig den Einsatz eigenen Kapitals, der auch mit der Gefahr eines Verlustes verbunden sein kann. Unter einem Betrieb ist jede – und nicht nur eine gewerbliche – Arbeitsorganisation zu verstehen, z. B. das Vorhandensein eines Vorgesetzten, der das Arbeitsverfahren regelt. Liegt eine Bindung des Auftragnehmers an nur eine Vertragspartei (Ausschließlichkeitsbindung) vor oder die Arbeitsleistungen werden ausschließlich im Namen und auf Rechnung des Auftraggebers erbracht, liegen eher arbeitnehmerähnliche Verhältnisse vor (siehe Scheinselbständigkeit).
Das Bundesarbeitsgericht (BAG) und das BSG haben darüber hinaus weitere Kriterien festgestellt, die bei der Abgrenzung einer abhängigen Beschäftigung von einer selbständigen Tätigkeit behilflich sein können. Indizien für selbständige Tätigkeit sind:
- Erbringung von Leistungen im eigenen Namen und auf eigene Rechnung.[18]
- Entscheidungsfreiheit des Auftragnehmers, wann und wie viel Betriebsmittel/Transportmittel/Produktionsmittel angeschafft werden und wie die Anschaffung finanziert wird.
- Entscheidungsfreiheit des Auftragnehmers über die Zahlweise der Kunden (z. B. sofortiger Bareinzug, Stundungsmöglichkeiten usw.).
- Entscheidungsspielraum des Auftragnehmers bezüglich der Preiskalkulation.
- Der Auftragnehmer ist im Einsatz von Hilfskräften frei.
- Im Betrieb des Auftragnehmers können noch weitere Mitarbeiter beschäftigt sein.
- Beim Auftragnehmer sind eigene Betriebsmittel (z. B. Fuhrpark) vorhanden.
- Der Auftragnehmer setzt eigenes Betriebskapital ein.
- Dem Auftragnehmer ist eigene Kundenakquisition erlaubt.
- Der Auftragnehmer haftet dem Auftraggeber bei Schäden an Produkten oder Produktionsgütern bzw. Produktionsmitteln, wenn der Auftraggeber von einem Kunden in Anspruch genommen wird.
- Der Auftragnehmer hat eigene Werbungsmöglichkeiten.
- Der Auftragnehmer unterhält eigene Geschäftsräume (das kann auch ein sogenanntes Home Office (häusliches Büro) sein).
- Der Auftragnehmer führt eigene Geschäftsbücher.
- Der Auftragnehmer hat deutlich mehr Büroarbeit zu erledigen als ein Nichtselbständiger.

### Gewerberecht
Im Gewerberecht gilt als Gewerbe jede wirtschaftliche selbständige Tätigkeit, die auf eigene Rechnung, eigene Verantwortung und auf Dauer mit Gewinnerzielungsabsicht betrieben wird, mit Ausnahme freiberuflicher oder landwirtschaftlicher Tätigkeit. Wer den selbständigen Betrieb eines stehenden Gewerbes, einer Zweigniederlassung oder einer unselbständigen Zweigstelle anfängt, muss dies der zuständigen Behörde gemäß § 14 Abs. 1 GewO gleichzeitig anzeigen.

### Steuerrecht

#### Tatbestandsmerkmal
Analog zum Gewerberecht ist Selbständigkeit eine der Tatbestandsvoraussetzungen für alle Gewinneinkünfte im Einkommensteuerrecht (§ 15 Abs. 2 EStG). Darunter wird eine eigenverantwortliche Tätigkeit auf eigene Initiative (Unternehmerinitiative) und unter Inkaufnahme des Unternehmerrisikos verstanden.
Im Umsatzsteuerrecht ist Unternehmer, wer gemäß § 2 Abs. 1 UStG eine gewerbliche oder berufliche Tätigkeit selbständig ausübt. Die Merkmale für Selbständigkeit entsprechen denen des Einkommensteuerrechts: Betätigung auf eigene Verantwortung und auf eigene Rechnung. Der Unternehmer darf nicht Weisungen eines anderen Unternehmers zu folgen verpflichtet sein oder lediglich ein Organ des Gesamtunternehmens darstellen.

#### Selbständige Arbeit
Einkünfte aus selbständiger Arbeit sind eine der sieben Einkunftsarten im Einkommensteuerrecht und grenzen sich von den anderen – ebenfalls mit beruflich selbständiger Tätigkeit erzielten – Gewinneinkünften aus Gewerbebetrieb sowie Land- und Forstwirtschaft ab.

## Arten
Bei der freiwilligen Selbständigkeit entschließt sich jemand bewusst aufgrund eines persönlichen Ziels dazu, selbständig zu werden (Start-up-Unternehmen, Unternehmensgründung). Eine unfreiwillige Selbständigkeit kann bei Familienunternehmen vorliegen, wenn eine Person die Rechtsnachfolge zum Beispiel aus einer Erbschaft antreten muss. Hier bietet sich in Deutschland jedoch das Rechtsinstitut der Nachlassverwaltung an, die auch von Amts wegen angeordnet werden kann.
Unfreiwillig ist auch bei Ausländern der Weg in die Selbständigkeit als Reaktion auf Beschäftigungsprobleme (verdeckte Arbeitslosigkeit) auf dem Arbeitsmarkt. Unter Berücksichtigung vorhandener Qualifikationen werden die Gewerbe ausgewählt, wo die Einstiegsbarrieren am niedrigsten sind (etwa eine Imbissbude).
Echte Selbständigkeit setzt voraus, dass keine weisungsgebundene oder abhängige Dienstleistung im Rahmen eines Arbeitsverhältnisses erbracht wird. Hierbei sind die tatsächlichen Verhältnisse maßgebend. Wird Selbständigkeit lediglich aufgrund eines Vertrages vorgesehen, um damit ein tatsächliches unselbständiges Arbeitsverhältnis zu kaschieren, liegt Scheinselbständigkeit vor. Wird beim Franchising dem Franchisenehmer das Unternehmerrisiko abgenommen, handelt es sich ebenfalls um Scheinselbständigkeit.
Freie Mitarbeiter sind Selbständige aufgrund eines Dienstvertrages im Sinne des § 611 BGB. Die Vorgabe von Zeit und Ort des anzufertigenden Bildes lässt beim freischaffenden Fotograf nicht zwingend auf ein Arbeitsverhältnis schließen.
Die „neue Selbständigkeit“ ist dadurch gekennzeichnet, dass frühere Arbeitnehmer eine Einpersonengesellschaft gründen und nur für einen Arbeitgeber tätig sind. Gegenwärtig ist es unverkennbar, dass in der politischen und gewerkschaftlichen Diskussion die neue Selbständigkeit ganz überwiegend unter dem Blickwinkel der Scheinselbständigkeit gesehen wird.
Die Selbständigen und die mithelfenden Familienangehörigen setzen neben eigenem und fremden Sach- und Geldkapital auch ihre Arbeitskraft im Produktionsprozess ein. Nach dem Europäischen System der Volkswirtschaftlichen Gesamtrechnungen (2010) sind Selbständige definiert als „Personen, die alleinige oder gemeinsame Eigentümer eines Unternehmens ohne eigene Rechtspersönlichkeit sind, in dem sie arbeiten, ausgenommen diejenigen Unternehmen ohne eigene Rechtspersönlichkeit, die als Quasi-Kapitalgesellschaften eingestuft werden. Zu den Selbständigen gehören auch folgende Kategorien: unbezahlt mithelfende Familienangehörige, Heimarbeiter und Erwerbstätige, die allein oder gemeinsam ausschließlich für ihren eigenen Konsum oder ihre eigenen Investitionen produzieren. Verrichten Selbständige gleichzeitig auch als Haupttätigkeit eine entlohnte Tätigkeit, so zählen sie zu den Arbeitnehmern“.
Selbständige gemäß amtlicher Statistik sind Personen, „die einen Betrieb oder eine Arbeitsstätte gewerblicher oder landwirtschaftlicher Art wirtschaftlich und organisatorisch als Eigentümer oder Pächter leiten, einschließlich selbständige Handwerker sowie alle freiberuflich Tätigen, Hausgewerbetreibende und Zwischenmeister“.

## Abgrenzungen
Die Begriffe Unternehmer/Arbeitgeber/Selbständiger sind nicht immer leicht voneinander abzugrenzen.
Die Arbeitgebereigenschaft unterscheidet sich von der Unternehmereigenschaft. Unternehmer kann auch sein, wer kein Arbeitgeber ist, weil er keine Arbeitnehmer hat (etwa ein Handelsvertreter). Arbeitgeber kann jemand sein, ohne Unternehmer zu sein (Beispiel: ein Rentner beschäftigt Hauspersonal). Der niedergelassene Arzt ist zwar selbständig, aber kein Gewerbetreibender, weil die Ausübung der Heilkunde nicht als Gewerbe gilt (§ 6 GewO), wohl aber ist er Arbeitgeber medizinischer Fachangestellter und auch Unternehmer (§ 14 Abs. 1 BGB). Im Normalfall ist der Arbeitgeber jedoch zugleich der Unternehmensträger, und das Arbeitsrecht ist gleichsam Innenrecht des Unternehmens. Der Unternehmer handelt bei Abschluss eines Rechtsgeschäfts in Ausübung seiner gewerblichen oder selbständigen beruflichen Tätigkeit (§ 14 BGB).
Ein Arbeitsverhältnis unterscheidet sich von dem Rechtsverhältnis eines freien Mitarbeiters (Dienstvertrag) durch den Grad der persönlichen Abhängigkeit, in welcher der zur Dienstleistung Verpflichtete jeweils steht.

## International
Aus Sicht der Sozialversicherungen gelten in der Schweiz diejenigen Personen als selbstständig erwerbend, die in eigenem Namen und auf eigene Rechnung arbeiten, in ihrer Arbeit unabhängig sind und das wirtschaftliche Risiko selbst tragen. Selbstständige haben ein Unternehmen (Einzelunternehmen, AG, GmbH usw.) mit eigener Infrastruktur, erstellen die Rechnungen in ihrem Namen, tragen das Zahlungsrisiko und führen die Mehrwertsteuer ab. Sie entscheiden selbst über ihre Organisation, ihre Arbeitsweise und die Übertragung von Arbeiten an Dritte. Sie arbeiten oft für mehrere Auftraggeber.
Die selbständige Ausübung eines Gewerbes ist in Österreich durch die GewO geregelt. Danach wird gemäß § 1 Abs. 2 GewO eine Tätigkeit gewerbsmäßig ausgeübt, wenn sie selbständig, regelmäßig und in der Absicht betrieben wird, einen Ertrag oder sonstigen wirtschaftlichen Vorteil zu erzielen, gleichgültig für welche Zwecke dieser bestimmt ist. Selbständigkeit im Sinne dieses Gesetzes liegt vor, wenn die Tätigkeit auf eigene Rechnung und Gefahr ausgeübt wird (§ 1 Abs. 3 GewO).
EU-Bürger sowie die Bürger der Schweiz und der Europäischer-Wirtschaftsraum-Staaten Island, Norwegen und Liechtenstein haben in allen EU-Mitgliedstaaten Niederlassungsfreiheit. Sie dürfen daher selbständig erwerbstätig sein oder ein Unternehmen gründen. Für andere Ausländer sind die Bedingungen, unter denen ihnen eine Aufenthaltserlaubnis zur Ausübung einer selbständigen Tätigkeit erteilt werden kann, in § 21 AufenthG geregelt. Über eine Auflagenänderung im Aufenthaltstitel nach § 21 Abs. 6 AufenthG zum Zweck einer selbständigen Erwerbstätigkeit entscheidet die Ausländerbehörde. Nach einem Bericht des Bundesamts für Migration und Flüchtlinge von 2012 sind die Hauptherkunftsländer von selbständigen Migranten mit einem Aufenthaltstitel nach § 21 AufenthG die Vereinigten Staaten von Amerika, die Volksrepublik China und die Russische Föderation.
Um die Aufnahme und Ausübung selbstständiger Tätigkeiten zu erleichtern, erlassen das Europäische Parlament und der Europäische Rat gemäß Art. 53 AEUV Richtlinien für die gegenseitige Anerkennung der Diplome, Prüfungszeugnisse und sonstigen Befähigungsnachweise sowie für die Koordinierung der Rechts- und Verwaltungsvorschriften der Mitgliedstaaten über die Aufnahme und Ausübung selbstständiger Tätigkeiten.
Im angelsächsischen Raum ist die berufliche Selbständigkeit (englisch self-employment) daran zu erkennen, dass jemand nicht für einen Arbeitgeber (englisch employer) tätig ist. Abgrenzungsprobleme gibt es auch hier zum Unternehmertum (englisch entrepreneurship). In den USA müssen Selbständige, deren Netto-Jahreseinkommen 400 Dollar oder mehr beträgt, dieses Einkommen direkt der Steuerbehörde IRS melden und dort auch einen Social-Security-Beitrag abführen. Wenn das Nettoeinkommen weniger als 400 Dollar, das Bruttoeinkommen eines Jahres jedoch 600 Dollar oder mehr beträgt, kann das Einkommen dem IRS freiwillig gemeldet werden, damit diese Verdienstzeit für die Social Security angerechnet wird. Wenn die Einnahmen vom Ehepartner einer Person erwirtschaftet werden, die den (in der Selbständigkeit gering verdienenden) Partner in der eigenen Steuererklärung mitberücksichtigt, muss das Einkommen auf jeden Fall angegeben und versteuert werden. Darüber hinaus zahlen Selbständige auch Beiträge für Medicare. Im Einzelnen geregelt sind die Pflichten Selbständiger im Self-Employed Contributions Act (SECA) von 1954. Kodifiziert ist dieses Gesetz in den §§ 1401‒1403 des Internal Revenue Code. Gering verdienende Selbständige können die Hälfte ihrer SECA-Beiträge von der Steuer (englisch Federal Tax) absetzen.
Eine Gewerbeanmeldung (englisch business license) ist auf föderaler Ebene nur erforderlich, wenn die Branche staatlich kontrolliert wird (z. B. Transportwesen, Rundfunk, Verkauf von Alkohol). In einigen Bundesstaaten benötigen auch Rechtsanwälte, Ärzte, Krankenschwestern und Architekten eine Lizenz. Auf lokaler Ebene können zusätzliche Regelungen bestehen, die eine Gewerbeanmeldung für noch größere Personenkreise oder gar alle Gewerbetreibenden vorschreiben. Bei der Anmeldung eines Gewerbes muss in den USA beachtet werden, dass in vielen Stadtteilen zoning laws oder zoning ordinances gelten, die gewerbsmäßige Tätigkeiten ‒ selbst ein reines Online-Business ‒ grundsätzlich ausschließen.